# Eyes Wide, Tongue Tied
Eyes Wide, Tongue Tied è il quarto album in studio del gruppo alternative rock scozzese The Fratellis, pubblicato il 21 Agosto 2015.

## Tracce
1. Me and the Devil – 5:37
2. Impostors (Little By Little) – 3:38
3. Baby Don't You Lie to Me – 3:47
4. Desperate Guy – 3:38
5. Thief – 3:27
6. Dogtown – 3:43
7. Rosanna – 3:31
8. Slow – 4:41
9. Getting Surreal – 3:52
10. Too Much Wine – 4:02
11. Moonshine – 3:41

## Formazione
- Jon Fratelli - voce, chitarra
- Barry Fratelli - basso, cori
- Mince Fratelli - batteria, cori